# ハッサン・アブデル＝ファタア
ハッサン・アブデル＝ファタア（Hassan Abdel-Fattah、1982年8月17日 - ）は、サウジアラビア・リヤド出身の元サッカー選手。元ヨルダン代表。現役時代のポジションはMF。

## 来歴
2000年にアル・ワフダートのAチームに上がり、プロキャリアをスタートした。
2011年のAFCアジアカップではグループリーグの日本戦で先制点を決めた。
2019年7月19日に現役引退した。